# Escrick
Escrick är en ort och civil parish i Storbritannien.   Den ligger i grevskapet North Yorkshire och riksdelen England, i den centrala delen av landet, 270 km norr om huvudstaden London. Escrick ligger 11 meter över havet och antalet invånare är 1 241.
Terrängen runt Escrick är mycket platt. Runt Escrick är det ganska tätbefolkat, med 134 invånare per kvadratkilometer. Närmaste större samhälle är York, 9,0 km norr om Escrick. Trakten runt Escrick består till största delen av jordbruksmark.